# ライトフライ級
ライトフライ級（ライトフライきゅう、英: light fly weight）は、ボクシングなどの格闘技で用いられる階級の1つ。「フライ」は昆虫の「蝿（ハエ）」を意味する。

## ボクシング
プロボクシングでの契約ウェートは、105 - 108ポンド (47.627 - 48.988kg) 。ミニマム級とフライ級の間の階級であり、全17階級中2番目に軽い階級。
ライトフライ級はWBAおよびWBCの呼び方で、IBFおよびWBOではジュニアフライ級と呼んでおり統一されていない。
アマチュアボクシングでは男子が46 - 49kg、女子が45 - 48kgでありシニア最軽量で、ジュニアでは更にピン級が置かれている。
日本のプロボクシングでの旧名は「ジュニアフライ級」（英：junior fly weight）。「ジュニア」を冠していた階級は多くの認定団体で「スーパー」を冠する階級名に切り替えられ、日本もこれに倣った（例：ジュニアミドル級はスーパーウェルター級へ改称）が、ジュニアフライ級だけは1階級下が団体によってミニマム級 (WBA)、ストロー級 (WBC・当時) などと分かれているため、統一性のある呼称をということで「ライトフライ級」が採用された。
1975年に設置。初代ライトフライ級王者はWBCはフランコ・ウデラ（イタリア）、WBAはハイメ・リオス（パナマ）。日本では具志堅用高（協栄）が初めて同級世界王座を獲得し、13度の世界最多防衛記録（当時）を樹立した階級（1976年10月10日 - 1981年3月8日）。JBCが女子を公認した2008年には富樫直美（ワタナベ）が公認後初となる女子世界王座をこの階級で獲得した。また、藤岡奈穂子はこの階級で男女通じて国内最多となる世界王座5階級制覇を達成している。
この階級の世界王座最多防衛記録は柳明佑（韓国 / WBA）の17度、女子はジェシカ・ボップ（アルゼンチン / WBA）の14度。日本の選手の最多防衛記録は、具志堅用高（協栄 / WBA）の13度、女子は富樫直美（ワタナベ / WBC）の7度。

## 総合格闘技
ネバダ州アスレチック・コミッションおよびボクシング・コミッション協会による承認がされていない階級で、世界的にも設置している団体はほとんど無い。
- 「GLADIATOR」では、-120lbs（-54.4kg）がライトフライ級と定められている[1]。

## ムエタイ
ムエタイでの契約ウェートは、105 - 108ポンド (47.627 - 48.988kg) 。ミニフライ級とフライ級の間の階級であり、全19階級中2番目に軽い階級。世界ムエタイ評議会により規定されている。

## レスリング
レスリングでかつてライトフライ級と呼ばれたものは後の48kg級に当たるが、現在は廃止されている。